# Барбора Радвілайте
«Барбора Радвілайте» («Barbora Radvilaitė») — радянський художній фільм 1982 року, знятий режисером Відмантасом Бачюлісом на Литовській кіностудії.

## Сюжет
Історичний телефільм поставлений за однойменною драмою Ю. Грушаса. Це трагічна історія кохання короля Польщі та Литви Сигізмунда Августа та Барбори Радвілайте.

## У ролях
- Регіна Арбачяускайте — Варвара Радзивілл (Радзивілл)
- Владас Багдонас — Сигізмунд Август
- Ельвіра Жебертавічюте — Бона Сфорца
- Ю. Степонавічюс — Радзивілл Чорний
- Юозас Кіселюс — Радзивілл Рудий
- Юозас Рігертас — Папагода
- Яніна Матеконіте — Ельжбета
- Юозас Мешкаускас — блазень
- Сігітас Рачкіс — художник
- Аудріс Мечісловас Хадаравічюс — єпископ
- Міколас Смагураускас — лікар
- Томас Вайсета — епізод
- Вітаутас Думшайтіс — епізод
- Альгімантас Бружас — лицар
- Альгірдас Грашіс — епізод
- Едуардас Кунавічюс — епізод
- Пятрас Степонавічюс — епізод
- Альгімантас Ярукайтіс — епізод
- Герардас Жаленас — епізод
- Йонас Пакуліс — епізод
- Саулюс Кізас — епізод
- Повілас Саударгас — епізод
- Владас Радвілавічюс — епізод
- Альгірдас Сабаліс — шляхтич, гість на балу

## Знімальна група
- Режисер — Відмантас Бачюліс
- Оператор — Зігмас Гружинскас
- Композитор — Міндаугас Урбайтіс
- Художник — Філомена Вайтекунене